# Église Saint-Jean-Baptiste de Grenelle
Pour les articles homonymes, voir Église Saint-Jean-Baptiste.
L’église Saint-Jean-Baptiste de Grenelle est une église du 15e arrondissement de Paris. Le clocher surmontant l'église, d'esprit médiéval néo-gothique, contraste avec l'inspiration antique du reste de l'édifice et lui confère son allure singulière.

## Situation
L'église est située au bout de la rue du Commerce, au 23, place Étienne-Pernet.
Ce site est desservi par les stations de métro Commerce et Félix Faure.

## Paroisse
La paroisse Saint-Jean-Baptiste de Grenelle est une paroisse catholique de l'archevêché de Paris.

## Historique
L'église Saint-Jean-Baptiste de Grenelle a été construite de 1824 à 1828 par Étienne-Hippolyte Godde, au cœur du nouveau village de Grenelle créé par Léonard Violet. La « première pierre » en est posée en 1827 par « Mademoiselle », petite-fille du roi Charles X. Depuis l'annexion de Grenelle à Paris en 1860, l'église fait partie du 15e arrondissement de Paris. Composée à l'origine d'une nef simple, l'église est vite devenue trop petite. Deux chapelles sont construites à proximité en 1872 et 1886. L'église est agrandie de 1924 à 1926 pour accueillir plus de fidèles, avec des bas-côtés, un transept, un nouveau chœur, le tout surélevé pour permettre la construction d'une chapelle en dessous, l'actuelle chapelle Saint-Étienne.
Le maître-autel est constitué des débris de l’autel de la cathédrale Notre-Dame de Paris érigé sous le règne de Louis XIV et détruit par Eugène Viollet-le-Duc lors de la restauration de la cathédrale. En 1869,  le curé de l’église Saint-Jean-Baptiste de Grenelle en récupéra divers éléments chez un brocanteur.
En faveur du chant grégorien, l'abbé Jules Bonhomme assista en 1882 au congrès européen d'Arezzo.
Les curés successifs de Saint-Jean-Baptiste de Grenelle sont :
- 1851 ? - ? : Abbé Jacques Théodore Lamarche (1827-1892), évêque de Quimper (1888-1892)
- 1884 ou avant - ? : Abbé Jules Bonhomme[3]
- 1904- ? : Abbé Charles Joseph Désaire (1845-1910)
- ?-1915 : Chanoine Hennebique
- 1918-? : Abbé Albert Colombel (1864-1943)
- 1967-1976 : Abbé André Mathé (1913-2016)
- 1976-1984 :
- 1984-1990 : Abbé Michel Guyard (1936-2021)
- 1997-2004 : Abbé Pascal Gollnisch (1952-  )
- 2004-2011 : Abbé Olivier Ribadeau Dumas (1961-  )
- 2011-2023 : Abbé Hervé Géniteau[4]
- Depuis 2023 : Abbé Aldric de Bizemont[5]

## Galerie

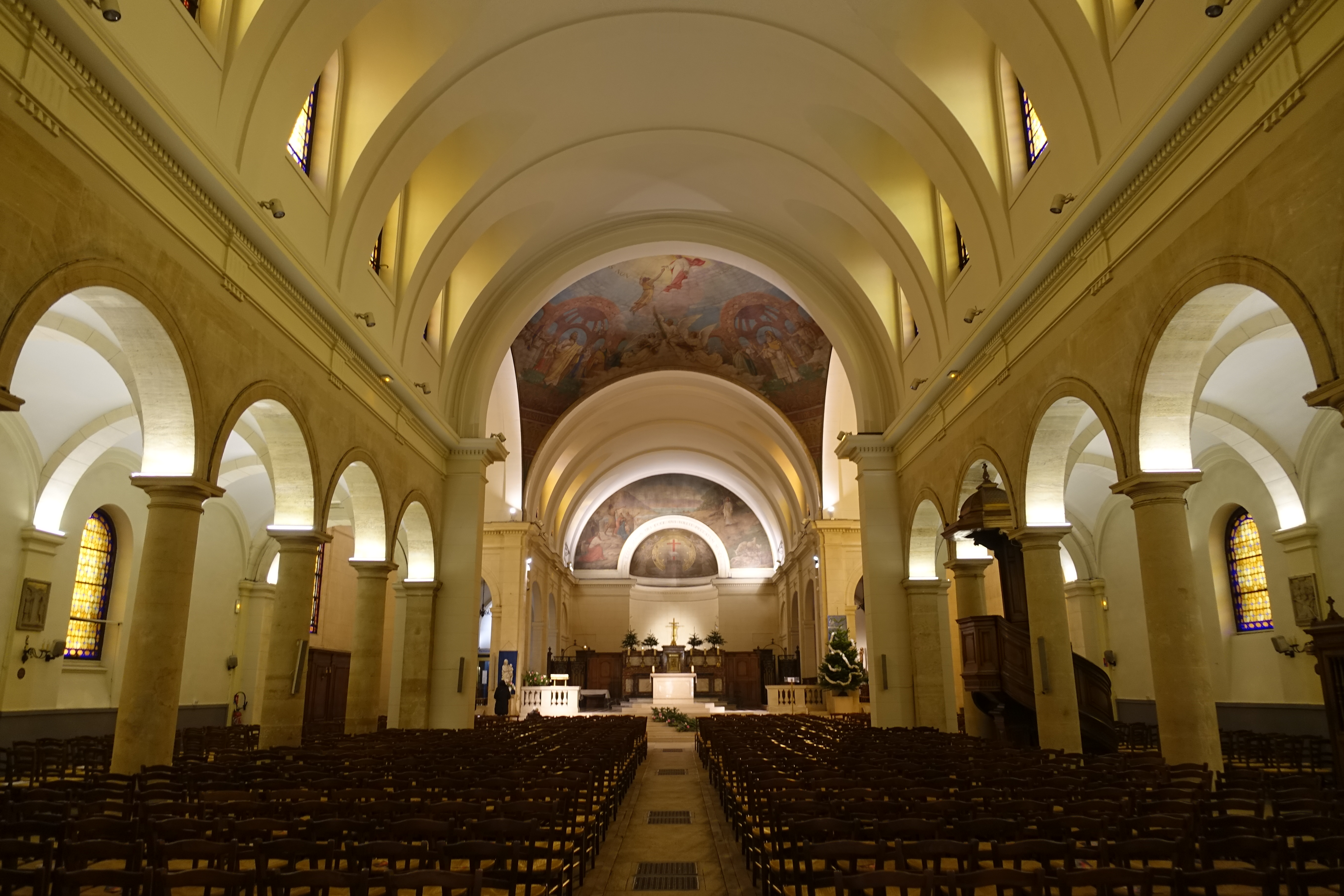
Vue générale de la nef
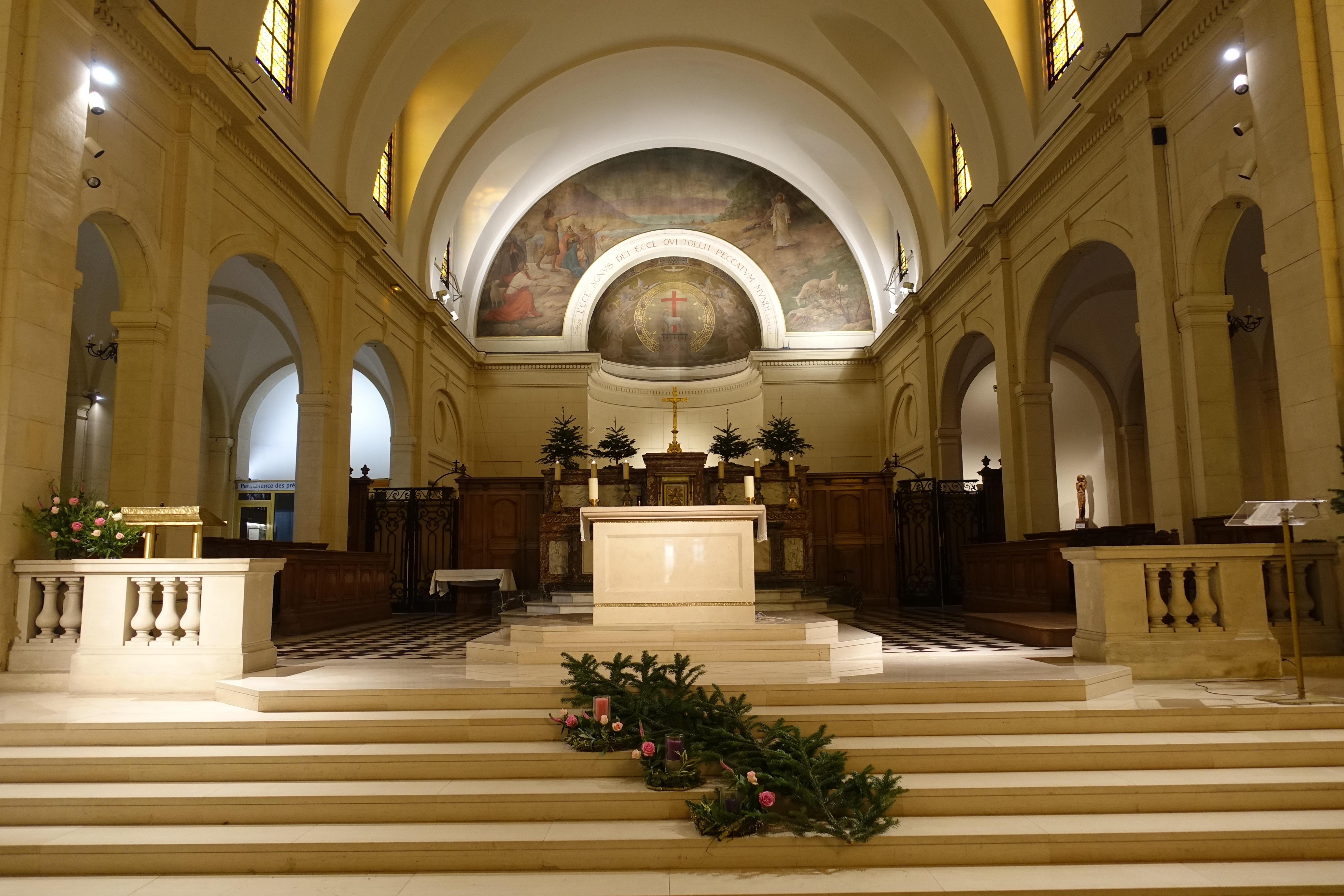
Chœur
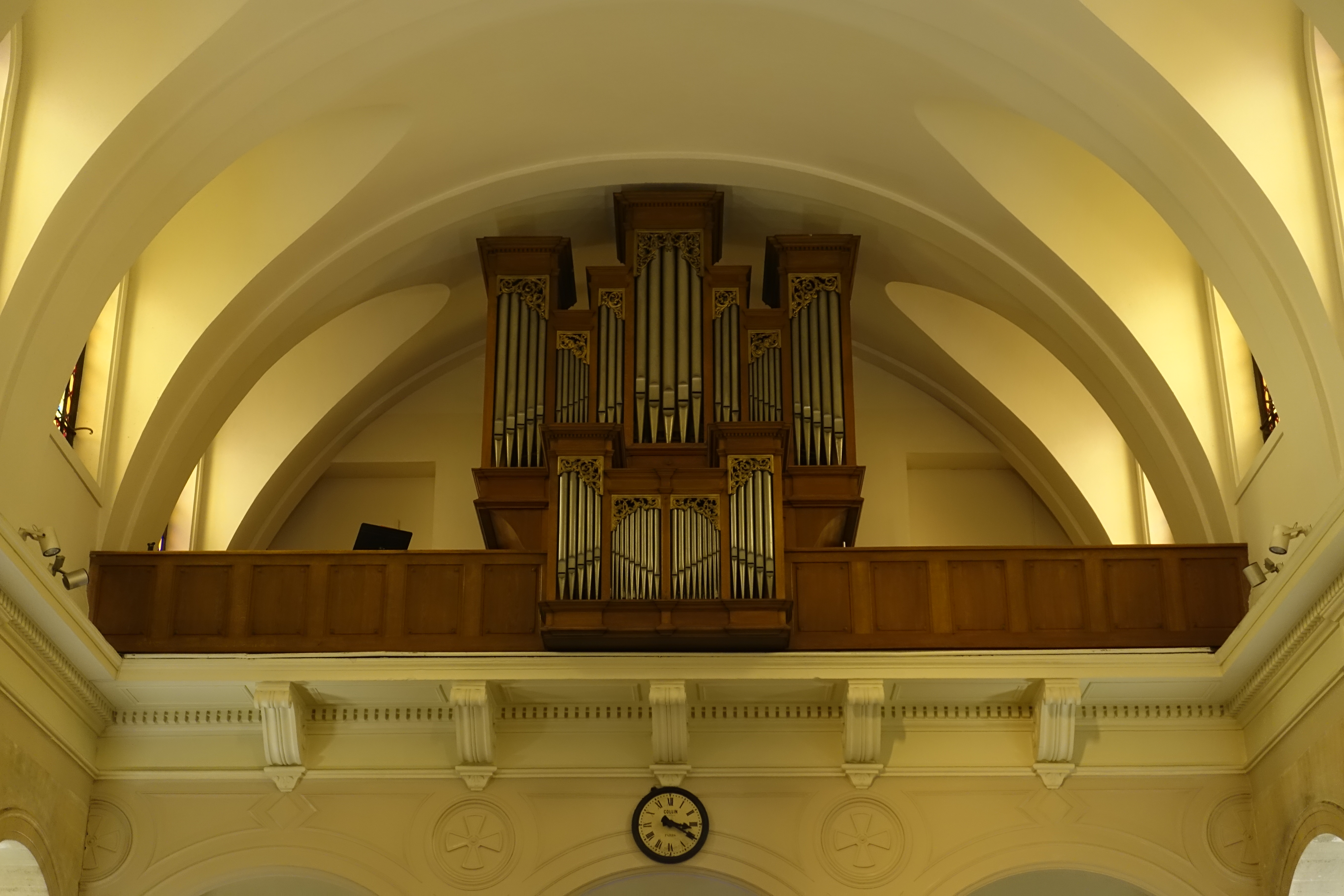
Orgue
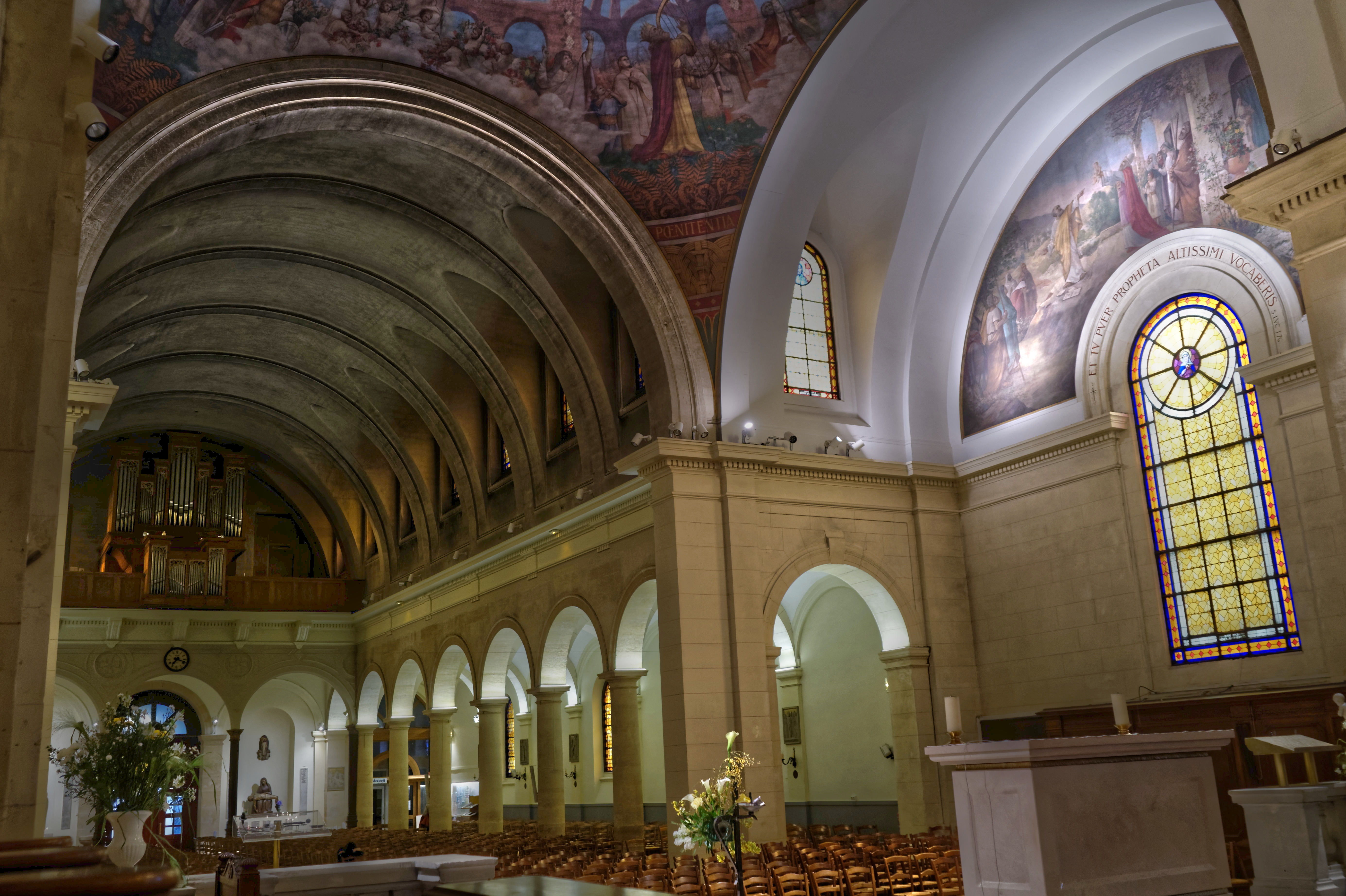
Transept , nef, tribune , orgues